# Бережновский сельсовет (Брестская область)
Бережновский сельсовет (белор. Беражноўскі сельсавет) — административная единица на территории Столинского района Брестской области Беларуси. Административный центр — агрогородок Бережное.

## История
Сельсовет образован в 1940 г.

## Состав
Бережновский сельсовет включает 6 населённых пунктов:
- Бережное — агрогородок
- Бор-Дубенец — деревня
- Дубенец — деревня
- Могильное — деревня
- Ново-Бережное — посёлок
- Ястребель — деревня